# يو إف سي ليلة القتال: سميث ضد سبان
يو إف سي ليلة القتال: سميث ضد سبان (بالإنجليزية: UFC Fight Night: Smith vs. Spann)‏ هو حدث لفنون القتال المختلطة نظمته يو إف سي، أُقيم في 21 سبتمبر 2021، على يو إف سي أبيكس في إنتربرايز، يفادا، جزء من منطقة لاس فيغاس الحضرية، الولايات المتحدة.